# Nat Lofthouse
Nathaniel „Nat” Lofthouse, OBE (Bolton, 1925. augusztus 27. – Bolton, 2011. január 15.) angol labdarúgócsatár, edző. 1953-ban az FWA őt választotta az év játékosának.
Az angol válogatott tagjaként részt vett az 1954-es labdarúgó-világbajnokságon.